# Квітченко Максим Валерійович
Максим Валерійович Квітченко (13 березня 1990, м. Київ СРСР) — український хокеїст, який прийняв російське громадянство і закінчив кар'єру в 26 років.

## Біографія
Почав займатись хокеєм в 6-річному віці в школі київського «Сокола». Першим тренером був Микола Олександрович Майко.
З 2008 року Квітченко виступає в системі воскресенського «Хіміка», найчастіше за молодіжний склад команди.
Узяв участь у двох юніорських і трьох молодіжних чемпіонатах світу в першому дивізіоні за команду України. За цей час у 25 зустрічах набрав 15 очок. Перед дорослим чемпіонатом світу 2010 року в першому дивізіоні був запрошений на тренувальний збір національної команди України, але в остаточну заявку команди не потрапив.
В листопаді 2010 року Максима було запрошено до складу національної збірної команди України для участі в Єврочеленджі, котрий відбувався в Польщі. В трьох поєдинках турніру Квітченко закинув дві шайби, а в матчі проти господарів льоду його було визнано найкращим гравцем поєдинку своєї збірної.
Виступав за «Донбас» (Донецьк) у Континентальній хокейній лізі.
У кінці липня 2015 року в інтерв'ю офіційному сайту клубу «Рязань» Квітченко заявив, що ще до повноліття прийняв російське громадянство, хоча встиг зіграти на двох юніорських, трьох молодіжних і двох дорослих чемпіонатах світу, а також в олімпійському відборі до Ігор у Сочі у складі збірної України. Цитата:
«Поступово дійшов висновку, що російське громадянство відкриває значно більше перспектив у професійному плані. Десь років о 17-й прийняв російське громадянство. Тож тепер я — росіянин»
У грудні 2015 року в інтерв'ю сайту sport.ua головний тренер збірної України Олександр Савицький відповів на питання про Квітченка. Цитата:
«Якщо брати Максима Квітченка, скажімо, він у мене грав у збірній до 20 років. Відмінний хлопець, непоганий хокеїст зараз додав, і в Донецьку був. Він каже, що його спортивній кар'єрі заважає українське громадянство. Я запитав: „Якій кар'єрі?“. Кар'єра у „Рязані“? На той момент він був у „Рязані“. Розумію, якщо в нього кар'єра в „Монреалі“, в ЦСКА, але в „Рязані“… Мене це трохи бентежить»
Після двох неповних сезонів у складі «Рязані» (2014—2015), Максим ще встиг у 2015-2016-му повиступав в іншому клубі російської вищої ліги — «Торосі» з Нєфтєкамська. Після чого закінчив кар'єру.